# 샤피로 (소설)
《샤피로》(Shapiro)는 2010년 5월 31일부터 발행하는 쥬논이 쓴 장편 판타지 소설이다.
2013년 10월 기준으로 11편(2013년 5월 24일 발행)까지 출간되었다.

## 작품개요
카이스트 4학년 이건호는 꿈속 세상에서 다른 인물이 된다. 암흑교단 북부총단의 사제, 샤피로가 그의 또 다른 모습. 적의 추격에 위기를 맞게 된 샤피로는 금단의 마법을 써 성기사의 몸으로 탈출하지만, 전생의 기억을 거의 잃어버린다. 정체성 상실과 죽음에 대한 공포가 엄습하는 가운데 샤피로는 진실을 파헤치기 위해 치열한 투쟁을 선포한다.

## 구성
- 이건호 : 주인공. 뛰어난 두뇌의 소유자. 샤피로의 현실 세계 인간으로 여러 사건을 거치면서 변화를 한다.
- 샤피로 : 주인공. 이세계의 존재이다. 이건호와 연결되어있다. 자신의 정체성을 찾는 것과 적에 대한 복수심을 불태운다.
- 한스 반 데러 뤄슨 :  신인류 가문 '반 데어 뤄슨'의 후계자. 죽임을 당한 후 이건호가 육체를 차지하고 각성하며, 이건호는 한스가 되었다.
- 신인류 : 현실 세계에서의 특별한 능력을 가진 사람들을 지칭한다. 뛰어난 육체와 지성, 능력을 가지고 있다.
  - 신인류 집단은 일루미나티(북미), 템플기사단(유럽&북미), 드네르프(러시아), 백화문(중국), 삼각위원회(일본)등이 있다. 각 집단마다 소유 능력이 다르다. 역대 최고수로 육존[2]이 있다.
- 이세계 : 암흑교단, 각 종파 사원, 고르도 제국등 다양한 세력들이 다툼을 벌이고 있다.

## 같이 보기
- 쥬논(작가)
- 앙신의 강림
- 규토대제
- 흡혈왕 바하문트
- 천마선